# Theodor Dierksmeier
Theodor Dierksmeier (* 27. Februar 1908 in Münster; † 10. April 1979 in Bad Homburg vor der Höhe) war ein deutscher Architekt und Baubeamter.

## Leben
Dierksmeier studierte Architektur an der Technischen Hochschule Hannover und der Technischen Hochschule Danzig. 1931 legte er die Diplom-Hauptprüfung in Hannover ab. Im Jahre 1935 absolvierte er das Staatsexamen zum Regierungsbaumeister (Assessor) in Berlin und wurde bei der Bauabteilung der Deutschen Reichsbahn eingestellt; später zum preußischen Finanzministerium in Berlin abgeordnet. 1936 wechselte Dierksmeier in die Bauabteilung des Reichsverkehrsministeriums in Berlin. Dort wurde er 1942 zum Chefarchitekten und Referenten für den Eisenbahnhochbau berufen.
1936 erzielte er den 1. Preis im Architektenwettbewerb für das Haus des Fremdenverkehrs in Berlin. Das Haus des Fremdenverkehrs war das erste und einzige ausgeführte Bauwerk am Runden Platz an der Nord-Süd-Achse der so genannten Welthauptstadt Germania, gemäß den Planungen des Generalbauinspektors für die Reichshauptstadt Albert Speer. Baubeginn war 1938, die Einstellung der Bauarbeiten des weitgehend fertiggestellten Rohbaus erfolgte 1942. Im Jahre 1964 wurde das zur Ruine verkommene Gebäude abgerissen.
Dierksmeier erzielte 1938 einen weiteren 1. Preis im Wettbewerb für einen Diplomaten-Empfangsbahnhof in Berlin, den sogenannten Mussolini-Bahnhof, der anstelle des Bahnhofs Heerstraße hätte errichtet werden sollen. Des Weiteren erhielt er den Planungsauftrag für den von ihm entworfenen Nordbahnhof an der Ost-West-Achse, der die gesamte Berliner Stadtbahn mit Bahnhof Charlottenburg, Bahnhof Zoo, Bahnhof Friedrichstraße, dem Schlesischen Bahnhof, sowie den Lehrter und den Stettiner Bahnhof zusammenfassen sollte.
Weiterhin plante er für das Projekt einer 3000-mm-Breitspurbahn die Innenraumgestaltung der Personenwagen 1. und 2. Klasse mit Barwagen, Lese- und Gesellschaftswagen in Anlehnung an ein gehobenes Hoteldesign der 1940er Jahre. Den Auftrag für die Planung der Breitspurbahn hatte Adolf Hitler dem Reichsverkehrsministerium bzw. der Deutschen Reichsbahn 1942 erteilt. Alle diese Projekte kamen bis zum Ende des Krieges nicht über das Planungsstadium hinaus.
Im Sommer 1944 wurde er von Albert Speer in den Arbeitsstab für den Wiederaufbau bombenzerstörter Städte berufen.
Nach dem Krieg 1945 fungierte Dierksmeier in der britischen Besatzungszone in Bielefeld als Referent für Eisenbahnhochbau. Von 1949 bis 1953 beschränkte sich seine Tätigkeit auf das Gebiet der Bundesbahndirektion Münster. Dort plante und baute er das Verwaltungsgebäude der Bundesbahndirektion Münster und das neue Empfangsgebäude des Hauptbahnhofs. Außerdem entwarf er dort einige Wohnbauten. Weiterhin erzielte er in seiner Geburtsstadt Münster den 3. Preis beim Wettbewerb für das neue Rathaus und wurde mit der künstlerischen Oberleitung für dieses Projekt beauftragt.
Im Jahre 1953 wurde Dierksmeier als Chefarchitekt und Hochbaureferent in die Hauptverwaltung der Deutschen Bundesbahn in Frankfurt am Main berufen. In dieser Funktion steuerte und beeinflusste er den Wiederaufbau der Eisenbahnhochbauten und insbesondere der Bahnhöfe im gesamten Bundesgebiet.
Auch auf dem Gebiet des Fahrzeugdesigns und der Innenraumgestaltung von Schienenfahrzeugen war Dierksmeier erfolgreich. So wurde nach seinen Entwürfen und Ausführungsplanungen 1958 der Salonwagen für den Schah von Persien gebaut, und im Jahre 1968 war er mit seinem Entwurf für den Pullmanzug Blue Train im Auftrage der deutschen Waggonbauindustrie für Südafrika erfolgreich und tätig.
Dierksmeier wurde als Hochbaureferent der Deutschen Bundesbahn und Ministerialdirigent am 1. Januar 1973 in den Ruhestand verabschiedet. Er starb an einer Krebserkrankung am 10. April 1979 in Bad Homburg.

## Schriften
- Neue Bauten der Deutschen Bundesbahn. In: Planen und Bauen im neuen Deutschland. Köln / Opladen 1960. S. 50–59.
- Der Hochbau bei der Deutschen Bundesbahn. In: Deutsche Bundesbahn (Hrsg.): Neue Hochbauten der Deutschen Bundesbahn. Bonn 1962, S. 9 f.